# Nimet Baş
Nimet Baş, connue jusqu'en 2011 sous le nom de Nimet Çubukçu, née le 2 mars 1965 à Ayrancı (Turquie), est une  femme politique turque. Membre de l'AKP, elle est députée entre 2002 et 2015, ministre d'État chargée des Femmes et des Affaires familiales entre 2005 et 2009 puis ministre de l'Éducation nationale entre 2009 et 2011.

## Citations
- « Au parlement rwandais, 54 % des députés sont des femmes, mais pouvez-vous affirmer que le Rwanda est une société démocratique, que les droits des femmes y sont plus avancés ? »[1]
- « Mes informateurs sont les enfants » (propos tenus à la suite du scandale de l’orphelinat de Malatya et à la critique du manque d’inspection qui s'est ensuivie)